# Reuzenmieren
Reuzenmieren (Camponotus) vormen een geslacht van mieren dat meer dan duizend soorten telt. Het zijn overwegend relatief grote mieren (3 tot 10 millimeter) en komen in de meeste beboste gebieden over de hele wereld voor. Reuzenmieren leven in kolonies in plantendelen en hout. Ze kunnen hierbij grote schade aanrichten aan houten gebouwen en andere constructies.

## Gedrag en levenswijze
De meeste reuzenmieren leven in kolonies in vochtig, rottend of hol hout, met name in bosrijke omgevingen en menselijke bouwwerken. Enkele soorten leven in andere plantendelen. De mieren creëren gangen en afdelingen in het hout door het met hun mandibels (kaken) weg te snijden. Zij voeden zich echter niet met het hout, aangezien ze niet in staat zijn om cellulose te verteren.
Veel soorten van het geslacht kennen een centrale hoofdkolonie, die omringd is door kleinere satellietkolonies. Sommige soorten gebruiken buiten de kolonie een uitgebreid systeem van tunnels, zowel in bomen als onder de grond, die naar belangrijke voedselvindplaatsen leiden.

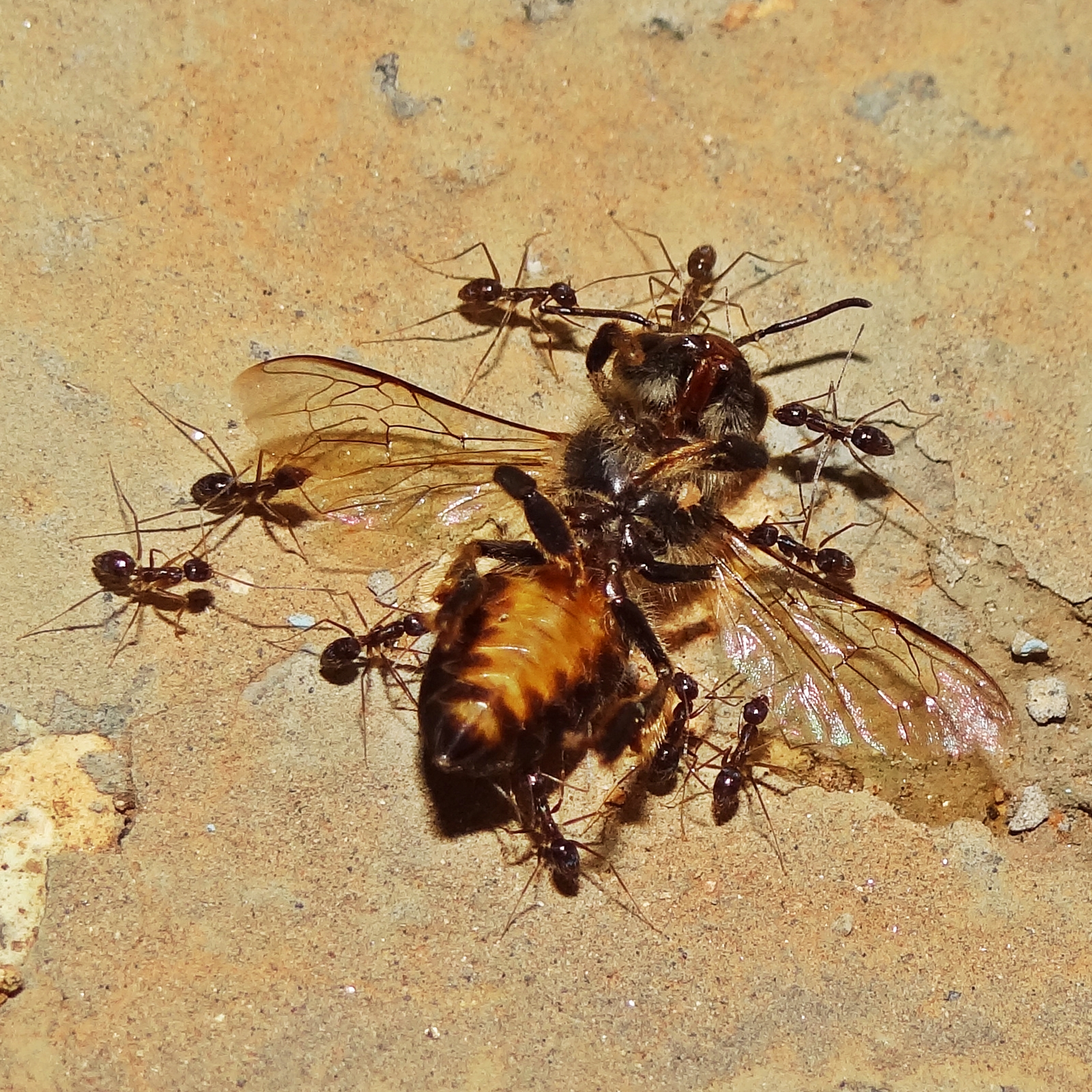
Mieren dragen een dode bij naar het nest

### Voedsel
Reuzenmieren voeden zich met lichaamssappen van geleedpotigen, afscheidingen van insecten als bladluizen en met nectar. De meeste soorten foerageren 's nachts en gaan op zoek naar dode dieren, slechts enkele soorten voeden zich met levende insecten. Het foerageren gebeurt zowel individueel als in groepsverband.
Wanneer een kadaver wordt ontdekt, wordt de kortste weg van het nest naar het dier door werksters gemarkeerd door feromonen uit te scheiden. Meestal onttrekken werksters ter plekke lichaamssappen uit het kadaver. In sommige gevallen wordt het dode dier geheel of in delen naar het nest gedragen.

### Nest
Eieren worden doorgaans bewaard in een kolonienest dat zich in een vochtige omgeving bevindt. Wanneer een kolonie succesvol is gevestigd en de populatie is uitgebreid wordt meestal na verloop van tijd een of meerdere satellietnesten gemaakt. Hierin worden oudere larven en ondergebracht. De eieren, jonge larven en werksters blijven met de koningin in het oorspronkelijke nest.
Bij warme en vochtige omstandigheden worden de bruidsvluchten gemaakt. Gevleugelde mieren verlaten de satellietnesten, waarna vrouwtjes met meerdere mannetjes in de vlucht paren. Na de paring sterven de mannetjes en trekken de bevruchte vrouwtjes naar nieuwe gebieden om daar als koningin een nieuwe kolonie te stichten. Nadat een koningin een nest heeft gebouwd legt ze rond de twintig eieren en verzorgt de ontwikkelende mieren zelf. Bij latere broedsels nemen de werksters dit werk van de moederkoningin over. Deze controleert haar nageslacht door middel van feromonen, die de mieren kalmeren of juist tot bepaalde acties prikkelen.

## Soortenoverzicht (selectie)
De vijftien in Nederland voorkomende soorten zijn aangegeven met een asterisk (*).
- Camponotus aegyptiacus*
- Camponotus aeneopilosus
- Camponotus amaurus
- Camponotus americanus
- Camponotus atriceps*
- Camponotus bishamon
- Camponotus bugnioni*
- Camponotus canescens*
- Camponotus chromaiodes
- Camponotus cinctellus
- Camponotus compressus
- Camponotus consobrinus
- Camponotus crassus
- Camponotus cruentatus
- Camponotus daitoensis
- Camponotus detritus
- Camponotus empedocles
- Camponotus fallax*
- Camponotus fastigatus*
- Camponotus festinatus
- Camponotus flavomarginatus
- Camponotus floridanus
- Camponotus gigas
- Camponotus haroi
- Camponotus herculeanus*
- Camponotus japonicus
- Camponotus kaura
- Camponotus ligniperda (gewone reuzenmier)*
- Camponotus maculatus*
- Camponotus mitis*
- Camponotus modoc
- Camponotus monju
- Camponotus nearcticus
- Camponotus nigriceps
- Camponotus novaeboracensis
- Camponotus pennsylvanicus*
- Camponotus planatus*
- Camponotus punctulatus
- Camponotus reburrus
- Camponotus rectangularis*
- Camponotus sericeus
- Camponotus silvestrii
- Camponotus sylvaticus*
- Camponotus taino
- Camponotus tortuganus
- Camponotus triodiae
- Camponotus universitatis
- Camponotus vagus (zwarte reuzenmier)*
- Camponotus variegatus

### Colobopsis
Door een herschikking van de taxonomische indeling van de onderfamilie der schubmieren (Formicinae), waarbij Colobopsis als geslacht werd hersteld en niet meer als ondergeslacht van Camponotus geldt, zijn de indeling en de namen van een aantal soorten die eerder als reuzenmieren golden gewijzigd. Navolgende soorten werden daarom uit de selectie als hierboven geschrapt:
- Colobopsis anderseni
- Colobopsis saundersi
- Colobopsis schmitzi
- Colobopsis truncata (raspkopmier)*

### Afbeeldingen

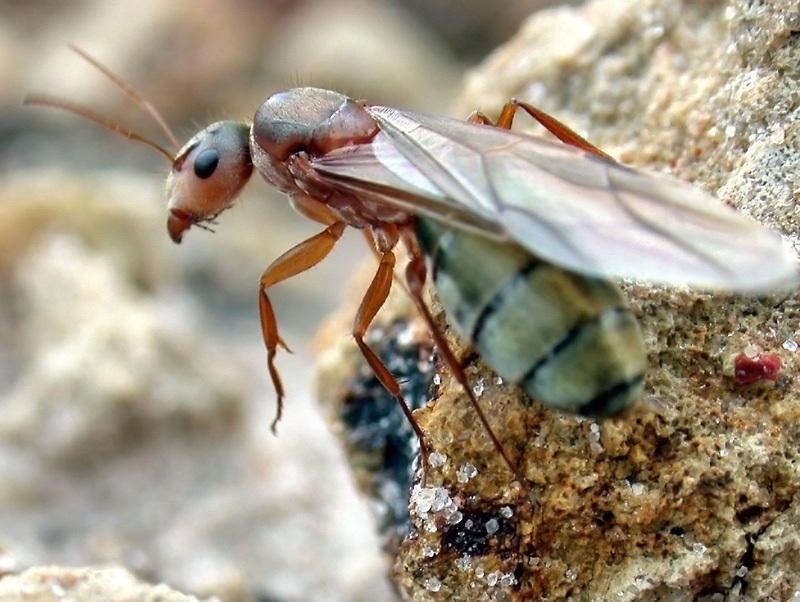
Camponotus crispulus, koningin
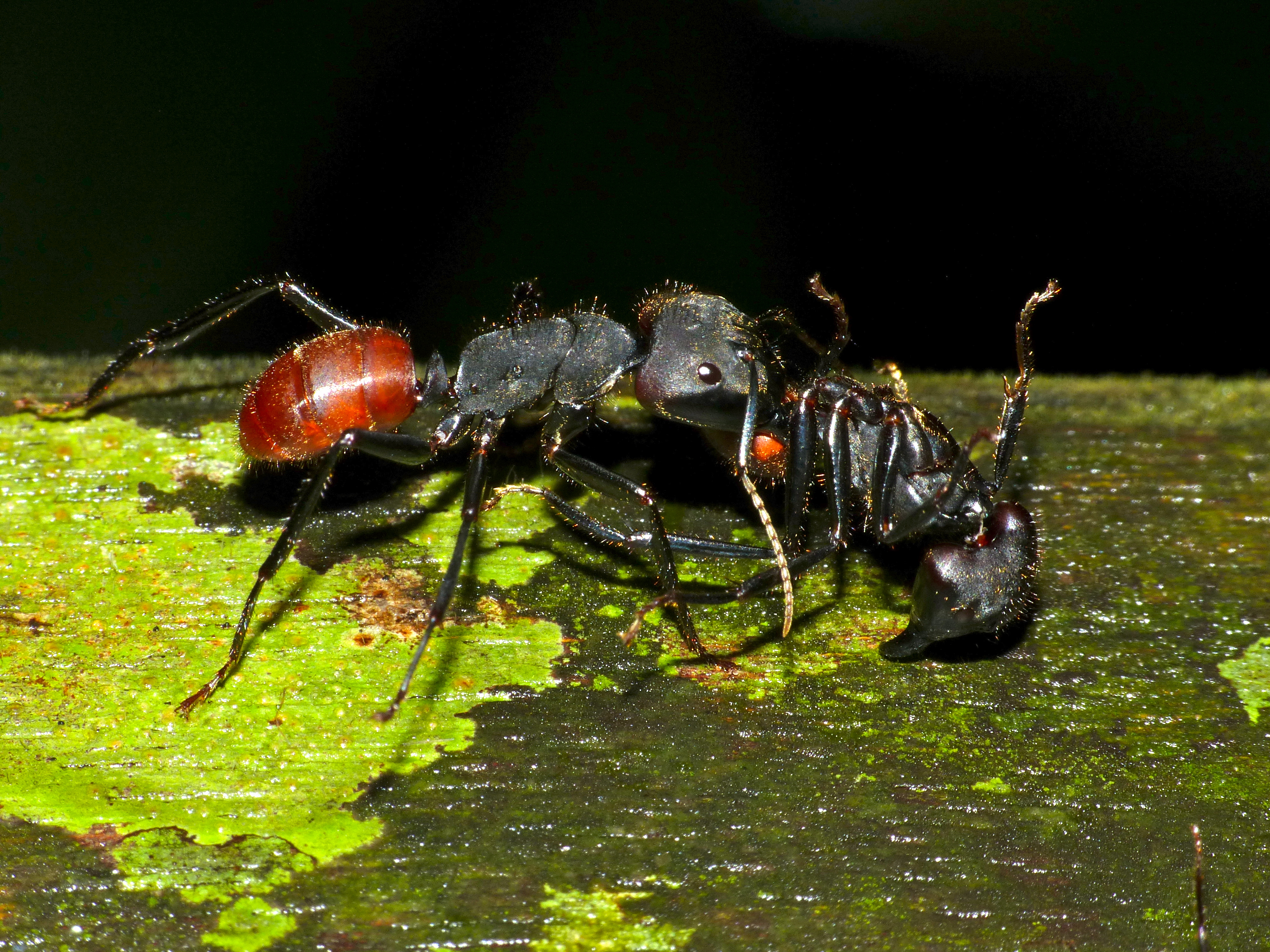
Camponotus gigas
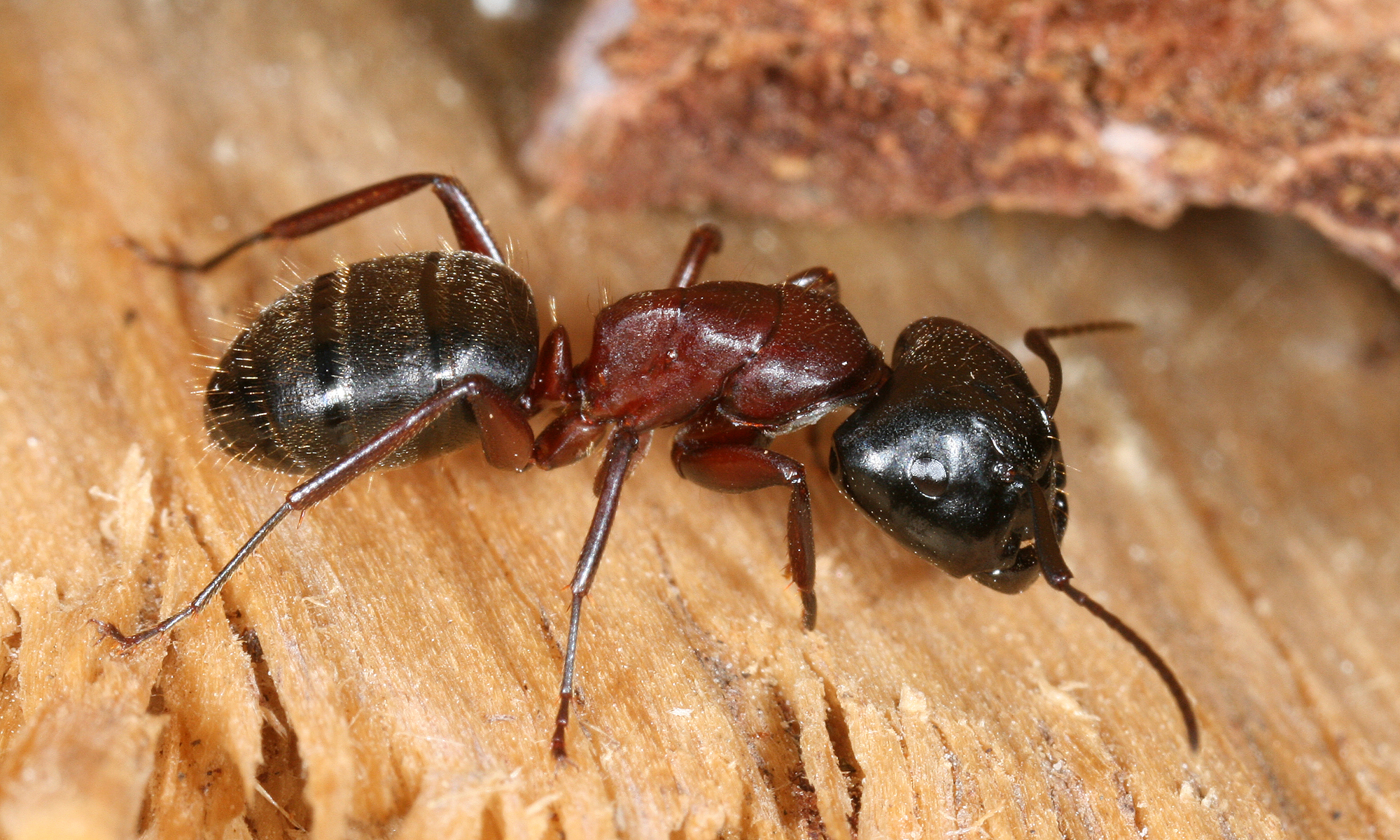
Gewone reuzenmier (C. ligniperda)
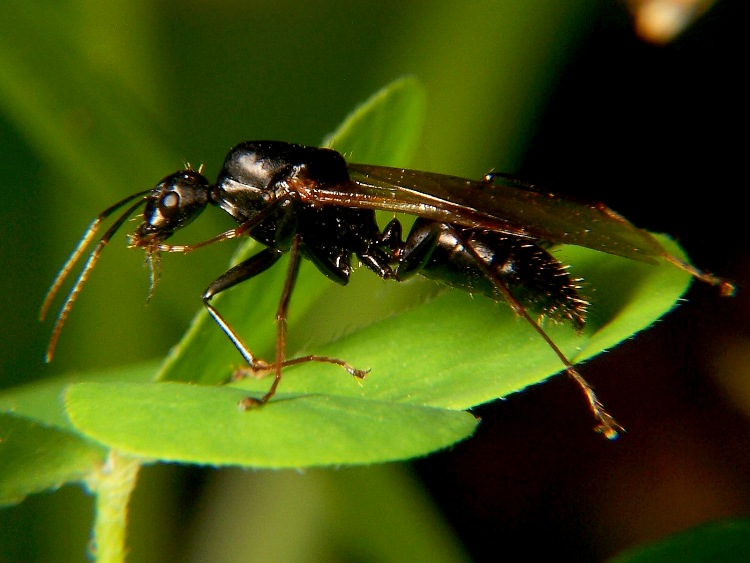
Camponotus pennsylvanicus; gevleugeld mannetje
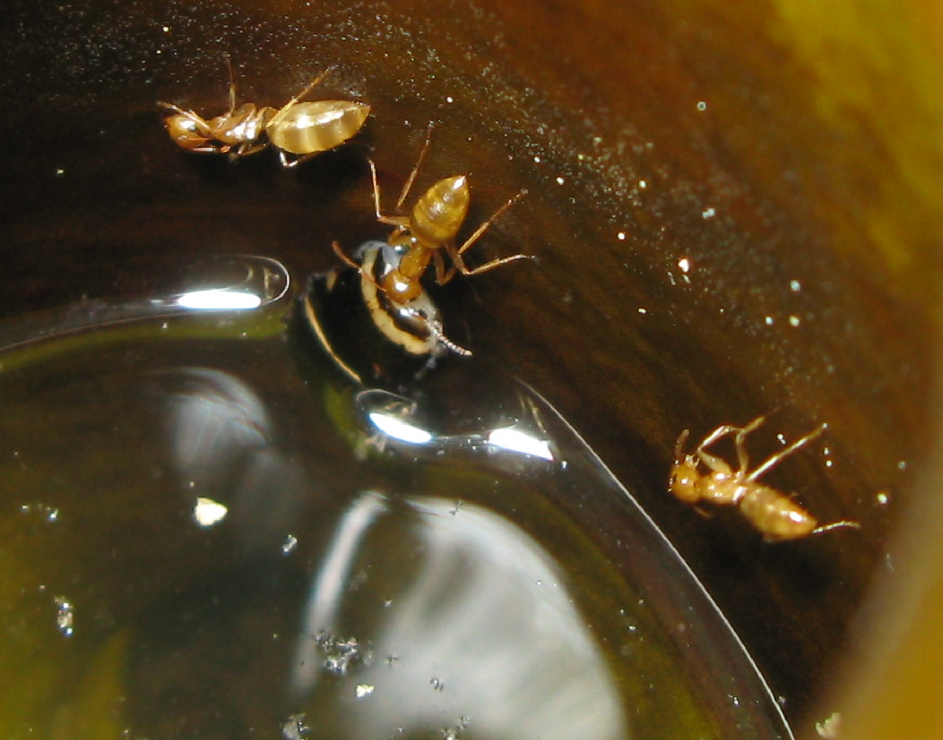
Colobopsis schmitzi in een bekerblad van Nepenthes bicalcarata
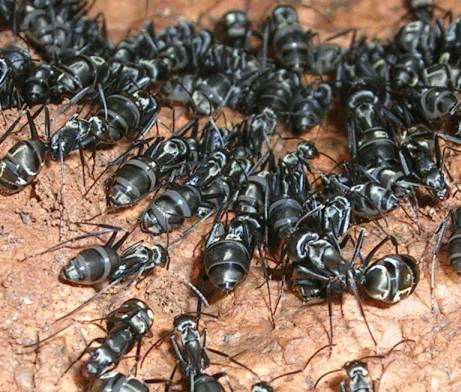
Camponotus sericeus